# Pak Yong-il
Pak Yong-il (박용일?; 1966 – 19 settembre 2022) è stato un politico nordcoreano, ex presidente del Partito socialdemocratico di Corea.

## Biografia
Nato in Corea del Nord nel 1966 (il luogo preciso è sconosciuto), Pak Yong-il frequentò l'Università Kim Il-sung.
Pak Yong-il divenne membro del Comitato per la Pace e l'Unità poco dopo essersi laureato. È diventato successivamente membro del Comitato Centrale della Croce Rossa coreana nell'agosto 2006. Dopo le dimissioni di Kim Yong-dae, fu eletto presidente del Partito socialdemocratico di Corea e vicepresidente del Presidium dell'Assemblea popolare suprema il 28 agosto 2019. Fu anche deputato dell’Assemblea popolare suprema.